# Campeonato Mundial de Ciclismo de Montaña de 2020
El XXXI Campeonato Mundial de Ciclismo de Montaña se celebró en la localidad de Leogang (Austria) entre el 7 y el 11 de octubre de 2020, bajo la organización de la Unión Ciclista Internacional (UCI) y la Unión Ciclista de Austria.
Se compitió en dos disciplinas, las que otorgaron un total de siete títulos de campeón mundial:
- Descenso (DH) – masculino y femenino.
- Campo a través (XC) – masculino, masculino con bicicleta eléctrica, femenino, femenino con bicicleta eléctrica y mixto por relevos.

## Medallistas

### Masculino
| Evento                                         | Oro                                | Plata                               | Bronce                             |
| ---------------------------------------------- | ---------------------------------- | ----------------------------------- | ---------------------------------- |
| Descenso (11.10)                               | Reece Wilson Reino Unido 3:51,243  | David Trummer · Austria · 3:54,440  | Rémi Thirion Francia 3:57,196      |
| Campo a través (10.10)                         | Jordan Sarrou Francia 1:25:37      | Mathias Flückiger · Suiza · 1:26:22 | Titouan Carod Francia 1:26:32      |
| Campo a través con bicicleta eléctrica (07.10) | Thomas Pidcock Reino Unido 1:01:41 | Jérôme Gilloux Francia 1:02:16      | Simon Andreassen Dinamarca 1:02:30 |

### Femenino
| Evento                                         | Oro                                    | Plata                              | Bronce                              |
| ---------------------------------------------- | -------------------------------------- | ---------------------------------- | ----------------------------------- |
| Descenso (11.10)                               | Camille Balanche · Suiza · 5:08,426    | Myriam Nicole Francia 5:11,556     | Monika Hrastnik Eslovenia 5:25,392  |
| Campo a través (10.10)                         | Pauline Ferrand-Prévot Francia 1:27:33 | Eva Lechner · Italia · 1:30:34     | Rebecca McConnell Australia 1:30:34 |
| Campo a través con bicicleta eléctrica (07.10) | Mélanie Pugin Francia 56:33            | Kathrin Stirnemann · Suiza · 57:00 | Nathalie Schneitter · Suiza · 57:48 |

### Mixto
| Evento                             | Oro                                                                                              | Plata | Bronce |
| ---------------------------------- | ------------------------------------------------------------------------------------------------ | --- | --- |
| Campo a través por relevos (07.10) | Mathis Azzaro Luca Martin Loana Lecomte Léna Gérault Olivia Onesti Jordan Sarrou Francia 1:27:34 | Luca Braidot · Eva Lechner · Filippo Agostinacchio · Nicole Pesse · Marika Tovo · Juri Zanotti · Italia · 1:29:09 | Luke Wiedmann · Thomas Litscher · Sina Frei · Noëlle Buri · Elisa Alvarez · Alexandre Balmer · Suiza · 1:29:40 |

## Medallero
| Núm. | País        | Oro | Plata | Bronce | Total |
| ---- | ----------- | --- | ----- | ------ | ----- |
| 1    | Francia     | 4   | 2     | 2      | 8     |
| 2    | Reino Unido | 2   | 0     | 0      | 2     |
| 3    | Suiza       | 1   | 2     | 2      | 5     |
| 4    | Italia      | 0   | 2     | 0      | 2     |
| 5    | Austria     | 0   | 1     | 0      | 1     |
| 6    | Australia   | 0   | 0     | 1      | 1     |
| 6    | Dinamarca   | 0   | 0     | 1      | 1     |
| 6    | Eslovenia   | 0   | 0     | 1      | 1     |
|      | TOTAL       | 7   | 7     | 7      | 21    |